# Waskom (Teksas)
Waskom je grad u američkoj saveznoj državi Teksas. Prema popisu stanovništva iz 2010. u njemu je živjelo 2.160 stanovnika.